# Intervention militaire de la Russie en Syrie
Pendant la guerre civile syrienne
L'intervention militaire de la Russie en Syrie a lieu durant la guerre civile syrienne et voit le déploiement à partir du 30 septembre 2015 de forces de l'armée russe en soutien à l'armée syrienne.
Elle répond à la demande officielle du président syrien Bachar el-Assad d'« aide militaire », en date du 30 septembre 2015, auprès de la Russie,. Le jour même, le Conseil de la fédération de Russie approuve l'appel du président de la Russie, Vladimir Poutine, pour permettre l'utilisation des forces armées russes à l'étranger, et débute par des bombardements contre des « terroristes ».
Il s'agit de la première intervention militaire de la Russie en dehors des frontières de l'ancienne Union soviétique depuis la guerre d'Afghanistan (1979-1989).

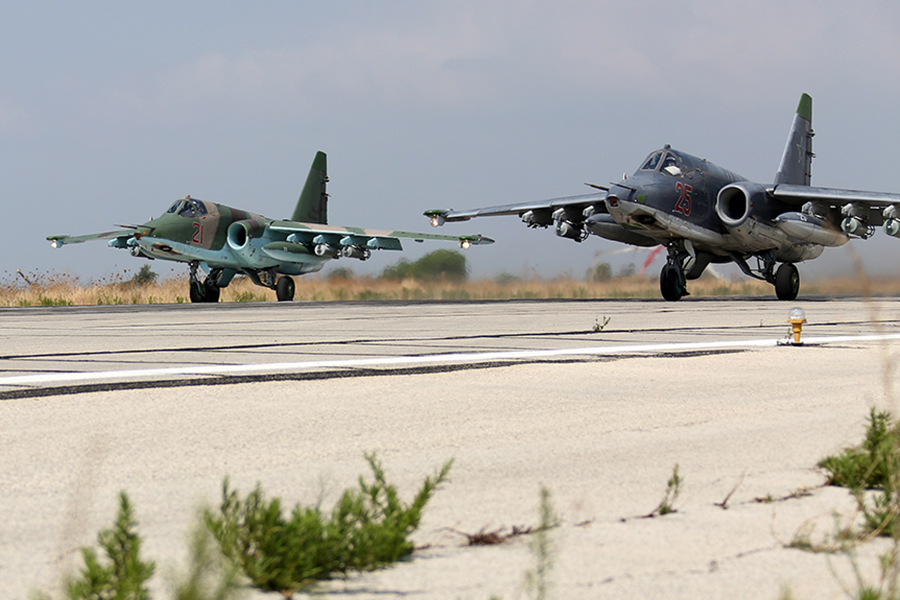
Deux Soukhoï Su-25 de l'armée de l'air russe à l'aéroport international de Lattaquié en octobre 2015.

## Historique
Les relations d'entente entre l’État syrien et la Russie datent d'avant l'indépendance de la Syrie, en 1946, où un traité secret est signé entre l'Union soviétique et les futurs dirigeants syriens. Cette entente traverse la guerre froide, la montée du nationalisme arabe, l'arrivée au pouvoir du parti Baas et se concrétise par des ventes de matériels militaires, et des aides pour les infrastructures (par exemple, construction du barrage de Tichrin sur l'Euphrate). En 1966, l'Union soviétique aide Salah Jedid à accéder au pouvoir, et, en 1970, lui préfère Hafez el-Assad, considéré comme moins aventureux. L'armée syrienne devient alors totalement tributaire de l'armement soviétique, et la Syrie permet à l'Union soviétique d'ouvrir une base militaire dans son port de Tartous.
À partir de 1985, la perestroïka a jeté un froid entre les deux pays, les orientant l'un et l'autre vers l'occident, jusqu'en 2003, quand le président russe Vladimir Poutine s'intéresse à nouveau à cette région et relance les ventes d'armes à la Syrie.
Depuis le début de la guerre civile syrienne, la Russie est un « allié indéfectible » du régime syrien de Bachar el-Assad, tant dans le domaine de l'armement que sur le plan diplomatique, par exemple, aux discussions de Genève en 2014, même si, aux discussions de 2012, la diplomatie russe avait affiché ses doutes sur l'avenir du régime syrien, déclarant : « On ne peut malheureusement pas exclure la victoire de l'opposition syrienne ».
La Syrie est le seul État méditerranéen allié à la Russie, ouvrant à ses navires de guerre le port de Tartous en permanence.
Le 21 août 2013, une attaque chimique a lieu dans la Ghouta orientale, à l'est de Damas. Selon diverses estimations, entre 322 et 1 729 personnes sont tuées. Le gouvernement syrien et l'opposition armée se rejettent mutuellement la responsabilité des bombardements. Pour les pays occidentaux, la « ligne rouge » est franchie et les États-Unis, la France et le Royaume-Uni semblent prêts à intervenir militairement en Syrie contre le régime de Bachar el-Assad. Le 9 septembre, la Russie propose alors un plan de démantèlement de l'arsenal chimique syrien, sous la supervision de l'Organisation pour l'interdiction des armes chimiques. Le régime syrien accepte et le 14 septembre 2013, les États-Unis et la Russie annoncent qu'un accord a été trouvé[réf. nécessaire]. En octobre, le sénateur américain John McCain dénonce des raids visant des rebelles entraînés et financés par la CIA.
Au printemps 2015, l'armée russe s'est préparée à cette intervention par des exercices « grandeur nature », en Russie, ayant impliqué jusqu’à 95 000 soldats. Il y a eu également une succession de rencontres diplomatiques, depuis juillet 2015 (à Oufa, avec quinze chefs d’État et de gouvernement d’Asie et du Moyen-Orient), et août avec les dirigeants des Émirats arabes unis, de la Jordanie, de l’Égypte – au point que la presse russe avait même fini par parler de « sommet arabe » à Moscou.
En août 2015, des soldats russes sont identifiés auprès de l'armée régulière syrienne, en septembre des mouvements de navires de guerre russes sont observés près des côtes syriennes, ainsi que la mise en place d'un pont aérien russe dans l'aéroport militaire syrien près de la ville de Lattaquié, où sont dénombrés plus de 30 avions militaires russes, et alors que l'arrivée de troupes russes y est remarquée (par satellite espion américain ou traçages par internet) depuis le printemps. Ces mouvements de troupes et de matériels ont d'abord été décrits par le ministère de la Défense russe comme des manœuvres militaires ou une assistance technique à la Syrie, puis ont été présentés explicitement comme un soutien total à Bachar el-Assad à l'approche du 28 septembre, date prévue d'un discours de Vladimir Poutine.
Le 15 septembre 2015, Vladimir Poutine déclare : « Il faut mettre de côté les ambitions géopolitiques et abandonner les normes de “double standard” », visant ainsi ceux qui « utilisent les groupes terroristes pour atteindre leurs propres buts tactiques, y compris pour un changement de gouvernement et de régime désagréables à certains », affirmant alors : « Nous soutenons le gouvernement de Syrie. Nous fournissons, et nous continuerons à [lui] fournir aide et assistance technique et militaire ».
Le 28 septembre 2015, Vladimir Poutine prononce son discours à l'occasion de la 70e session de l'Assemblée générale des Nations unies, où il prévient que la Russie proposera une résolution pour mener une « véritable coalition mondiale contre le terrorisme, semblable à la coalition anti-Hitler ».
L'intervention débute officiellement le 30 septembre 2015 sous le commandement d'Alexandre Dvornikov. Il semble que celle-ci était en préparation depuis mai 2015, et qu'elle ait été planifiée précisément en juillet 2015, avec une coordination entre les moyens aériens russes et une offensive au sol des forces pro-gouvernementales syriennes et de leurs alliés iraniens et du Hezbollah libanais.
Selon le président de la commission des affaires étrangères de la Douma, cette intervention est destinée à durer trois ou quatre mois.
Le lendemain du début des opérations militaires, Vladimir Poutine propose une résolution à l'ONU, permettant la mise en place d'une « coalition contre le groupe État islamique et le Front al-Nosra » et s’appuyant sur le régime de Bachar el-Assad et l’armée syrienne (la proposition se voulant, selon la charte de l'ONU, « en accord avec les principes de souveraineté et d'intégrité territoriale des États membres »). Cette proposition n'a pas l'aval des États-Unis et des diplomates occidentaux, car dès les premiers bombardements, ils reprochent à la Russie de nettement plus bombarder les groupes d'oppositions au régime syrien autres que l’État islamique lui-même, et s'interdisent de longue date de collaborer avec le régime syrien que certains pays veulent voir disparaître.
Le 30 septembre 2015, à la télévision russe, Vladimir Poutine a évoqué l'intervention en Syrie en ces termes : « Le seul moyen de lutter efficacement contre le terrorisme international – en Syrie comme sur les territoires voisins – […] est de prendre de vitesse, de combattre et de détruire les combattants et les terroristes sur les territoires qu’ils contrôlent et de ne pas attendre qu’ils arrivent chez nous. »
Le 11 octobre 2015, à la télévision russe, Vladimir Poutine justifie son intervention en Syrie en disant que le président Bachar el-Assad est « pratiquement en état de siège » face à des combattants « au bord de Damas », qui « n’ont aucun désir de négocier », et que les « groupes terroristes » pouvaient envahir toute la Syrie.
Le 11 novembre 2015, un mois et demi après le début des frappes, au bilan mitigé, Vladimir Poutine a déclaré à la télévision russe que l'objectif de cette intervention est de « stabiliser l’autorité légitime » de Bachar el-Assad et de « créer les conditions pour un compromis politique ». D'après Aron Lund, responsable du site Syria in Crisis pour le centre Carnegie, cela correspond à l'analyse russe de la situation syrienne : « Quand les autorités russes disent que leur intervention est dirigée contre l’EI et les djihadistes, il y a une part de propagande, mais aussi la vision que Bachar el-Assad est le dirigeant le plus crédible en Syrie et que, pour battre l’EI, il faut le soutenir. L’argument des Occidentaux et des pays du Golfe est inverse : Assad n’a plus de légitimité, il divise la population et la pousse dans les bras de l’EI ».
Le 3 février 2016, le chef de la diplomatie russe, Sergueï Lavrov, affirme que l’armée russe ne cesserait pas son intervention militaire avant d’avoir « réellement vaincu » l’EI et le Front al-Nosra, branche syrienne d’Al-Qaida.
Le 22 février 2016, Moscou et Washington annoncent l’entrée en vigueur d’un cessez-le-feu à partir du 27 février. Cependant celui-ci ne concerne pas les organisations terroristes telles que Daech et le Front al-Nosra.
Le 14 mars 2016, Vladimir Poutine annonce le début du retrait d'une partie des forces russes engagées en Syrie,,,. Il déclare alors à la télévision : « La tâche qui avait été demandée à notre ministère de la Défense et aux forces armées a été globalement accomplie et j'ordonne donc au ministère de la Défense d'entamer à partir de demain, le retrait de la majeure partie de nos contingents ». Les avions de combat russes commencent à quitter la Syrie dès le 15 mars 2016. La Russie conserve toutefois un site de maintenance de vols et des systèmes de défense antiaérienne sur le territoire syrien afin de surveiller la trêve dans les combats entrée en vigueur le 27 février 2016.
Avec le respect du cessez-le-feu, une partie du corps expéditionnaire russe est rapatriée, dont une quinzaine d'avions ; l'état-major russe concentre alors ses frappes sur l'EI, conformément au souhait de la coalition internationale. Jean-Yves Le Drian, ministre de la Défense français, observe ainsi à la fin du mois de mars 2016 : « Les Russes ont réduit leur présence de manière assez significative. Et surtout, ils frappent désormais systématiquement Daech. C’est une bonne nouvelle. C’est ce que nous souhaitons depuis longtemps ».

## Moyens déployés

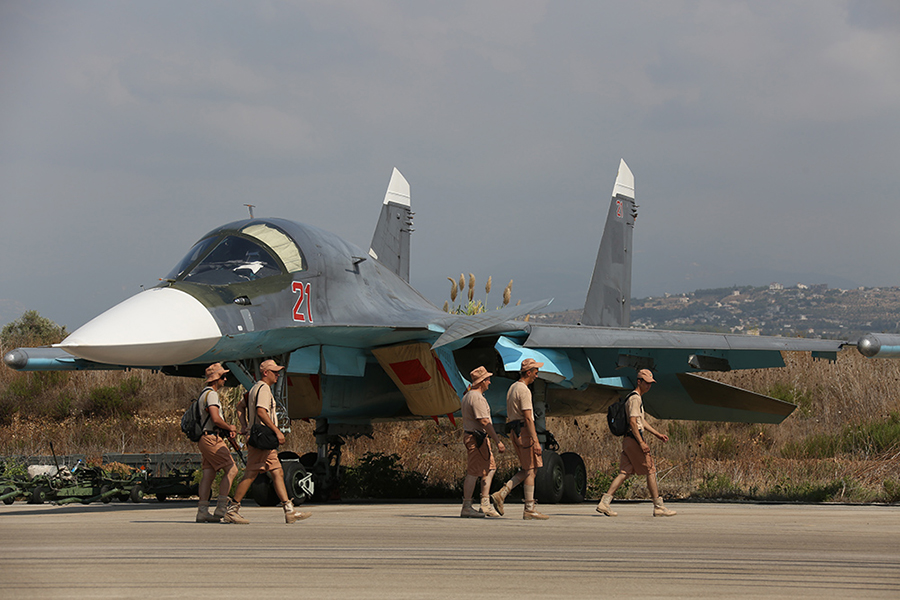
Un Soukhoï Su-34 sur l'aéroport international de Lattaquié, le 3 octobre 2015.

Début octobre 2015, les vols et bombardements russes se font d'abord sans coordination avec la coalition menée par les États-Unis, même si certaines concertations techniques semblent avoir eu lieu « pour permettre la sécurité des opérations aériennes en Syrie »,. Le 20 octobre, un protocole est signé entre la Russie et les États-Unis afin d'éviter des incidents entre leurs avions dans le ciel syrien.
Début octobre 2015, la Russie n'a pas communiqué officiellement les moyens humains et matériels qu'elle mobilise dans cette intervention. Il semble qu'à cette date, il y ait environ 5 000 militaires russes en Syrie, dont un bataillon renforcé provenant de la 810e brigade d'infanterie de marine de la flotte de la mer Noire, ainsi que des spetsnaz (provenant de plusieurs institutions p. ex. Zaslon du SVR RF), ces derniers sans doute employées directement sur la ligne de front, avec :
- Région de Lattaquié : au moins 36 avions de combat, un avion de reconnaissance, 20 hélicoptères, 2 batteries de missiles sol-air, des drones et un poste d'écoute[34]. Début octobre, l'ordre de bataille estimé sur l'aéroport international de Lattaquié est le suivant[35] :
  - 1 Il-20M1 (reconnaissance)
  - 4 Su-30SM (supériorité aérienne)
  - 6 Soukhoï Su-34 (bombardement)
  - 12 Su-24M2 (bombardement)
  - 12 Su-25SM (attaque au sol)
  - 16 hélicoptères Mi-24PN, Mi-35M et Mi-8AMTSh
  - Drones Dozor 600

En décembre 2015, il est le suivant concernant les appareils de combat :
- - 12 Su-24M (6980e base aérienne de la Garde de l'aéroport Chagol de Tcheliabinsk)
  - 7 Su-24MR (4 de la 6980e base aérienne, 3 de la 6988e base aérienne de l'aéroport de Komsomolsk-sur-Amour)
  - 5 Su-24M2 (6988e base aérienne)
  - 12 Su-25SM
  - 2 Su-25UB
  - 4 Su-30SM (6982e base aérienne de la Base aérienne de Domna (ru))
  - 10 Soukhoï Su-34 (7000e base aérienne de Voronej - Baltimor)

- Région de Hama : un soutien aux forces syriennes par des hélicoptères Mil Mi-24, des lance-roquettes multiples[34].

- En mer Méditerranée : le croiseur Moskva de la classe Slava, le destroyer Smetlivy de la classe Kachine accompagnés d'un groupe naval[34], un navire collecteur de renseignement SSV-231[37]
- Navires de la Flottille de la mer Caspienne, dotés de missiles de croisière 3M14T[38], dont l'usage semble plus démonstratif, vis-à-vis de l'OTAN, qu'utile à la vue des autres moyens déployés[34].

Depuis le 17 novembre 2015, les bombardiers stratégiques de l'aviation à long rayon d'action sont engagés dans des opérations de bombardement depuis le territoire russe ; ont été identifiés :
- 12 Tu-22M3 de la 6950e base aérienne, 1er groupe d’aviation de Chaïkovka, 2 de la 6953e base aérienne d'Irkoutsk
- 6 Tu-95MS de la 6950e base aérienne d'Engels-2
- 5 Tu-160 de la 6950e base aérienne d'Engels-2

Le 20 novembre 2015, le ministre russe de la défense déclare avoir porté à 69 le nombre d'avions actifs en Syrie dont une cinquantaine d'avions de combat. Le chef de l’état-major général russe Valéri Guérassimov annonce le même jour l'arrivée de 37 nouveaux avions dont 10 de reconnaissance.
Depuis le 15 février 2016, avion de renseignement d'origine électromagnétique Tu-214R (pl), base aérienne Khmeimim (LTK).
Des forces spéciales, Spetsnaz en russe, sont présentes au sol lors de la bataille de Palmyre en mars 2016. Des Kadyrovtsy furent également déployés à Alep fin 2016,,.
Malgré les dénégations du ministère russe de la défense après des accusations de Human Rights Watch, l'utilisation par la Russie d'armes à sous-munitions est attesté par des images filmées par la chaîne de télévision RT en juin 2016 où un Soukhoï Su-34 apparaît armé de cinq bombes incendiaires à sous-munitions.
Le 21 septembre 2016, le ministère russe de la Défense annonce le déploiement dans l'est de la Méditerranée du porte-avions Amiral Kouznetsov en plus d'une flottille de six navires de guerre et trois ou quatre navires de ravitaillement.
Le 26 avril 2017, le général Sergueï Roudskoï annonce le retrait de la moitié de ses avions et hélicoptères déployés sur sa base aérienne de Hmeimim. Par ailleurs, il affirme qu'environ 80 drones sont actuellement utilisés en Syrie.

## Les mercenaires
Selon des témoignages recueillis par Sky News et une enquête du journal russe indépendant Fontanka, des bataillons de mercenaires russes auraient été déployés en Syrie. Une première unité, le Corps slave, est engagée en Syrie en 2013. Son rôle est de garder les installations pétrolières, mais certains de ses membres sont retrouvés dans des groupes rebelles. L'unité est rapidement rappelée en Russie et ses dirigeants sont condamnés à trois ans de prison. Plus professionnel et doté de meilleurs équipements, un autre groupe succède au Corps slave, appelé le groupe Wagner. Avant la Syrie, ce groupe a pris part à la guerre du Donbass. Son chef est Nikolai ou Dmitri Outkine, dit « Wagner », un néo-nazi ancien membre des Spetsnaz. Sergey Vladimirovich Chupov, ancien militaire, aurait servi de trait d'union entre Outkine et le gouvernement russe avant de mourir à Damas en 2013. Selon une enquête de RBK publiée le 25 août 2016, 1 600 hommes ont servi sous les ordres de Wagner depuis le début de l'année. À l'été 2016, les pertes des mercenaires russes seraient de plusieurs centaines de morts selon des témoignages de rescapés du groupe Wagner. Interrogé par RBK, un collaborateur du ministère russe de la Défense donne un bilan moins élevé : 27 morts. Le groupe aurait notamment été fortement impliqué dans la deuxième bataille de Palmyre,,,,.

## Détails des actions militaires

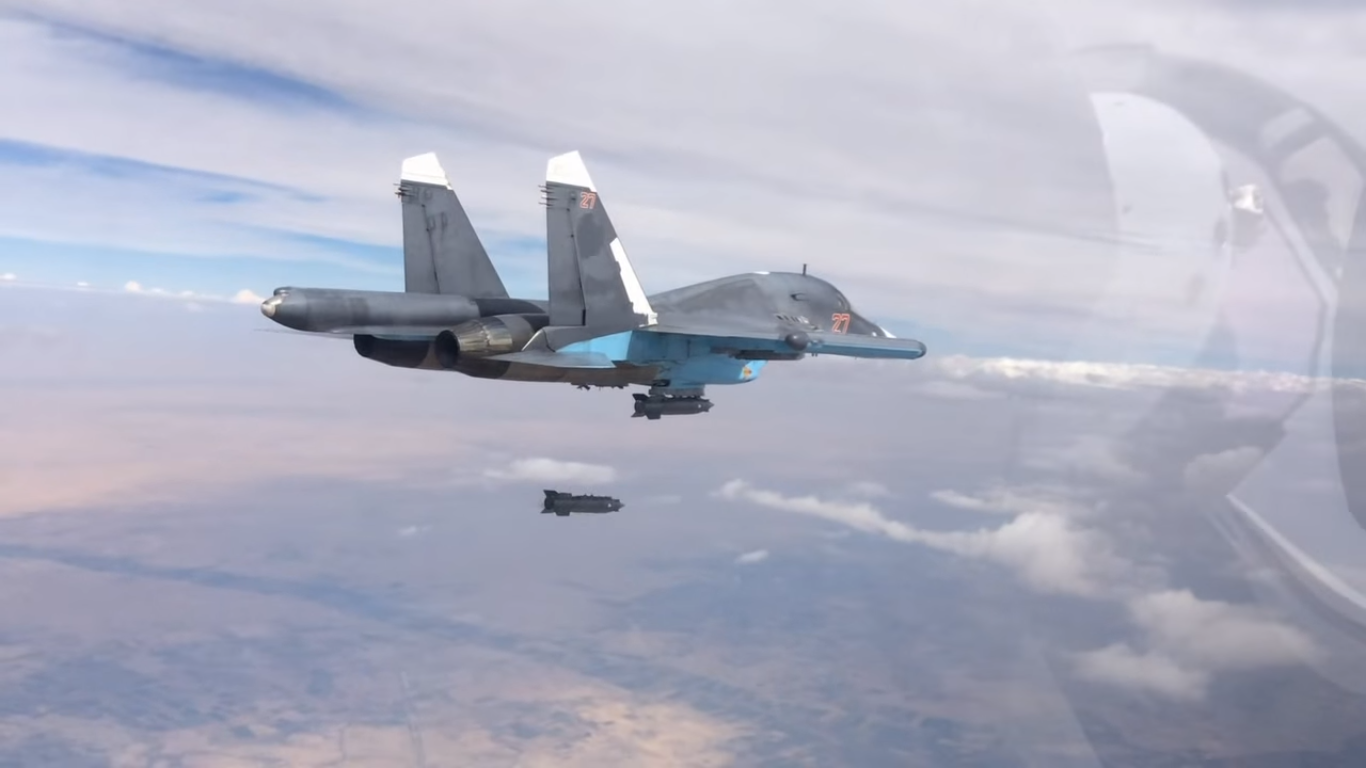
Su-34 russe frappant une position rebelle en Syrie en octobre 2015.

- Le 30 septembre, les frappes aériennes russes commencent : les rebelles affirment avoir été ciblés, mais ne déplorer que quelques blessés, alors que 36 civils auraient été tués dans ces mêmes frappes selon eux. Ces frappes touchent le nord de la province de Homs où l'EI et le Front al-Nosra sont absents[54], mais d'autres organisations islamistes présentes. De son côté, la Russie annonce avoir effectué vingt sorties aériennes et touché huit cibles de l'EI, détruisant notamment un poste de commandement de l'EI[55].
- Dans la nuit du 30 septembre au 1er octobre, elle lance au moins trente frappes, notamment sur la ville de Djisr al-Choughour, tenue par les insurgés du front al-Nosra, dans le nord-ouest du pays[56]. L'armée russe annonce avoir touché cinq positions de l'EI (un poste de commandement et un camp d'entraînement) dans la province de Hama et celle d'Idleb, plus tard dans la soirée au cours de huit missions de vols[57].
- Le 2 octobre, au moins 12 jihadistes du groupe l'EI sont tués dans des frappes en début de journée sur la province de Raqqa. Selon le ministère russe de la Défense, des bombardiers tactiques Soukhoï-34 frappent notamment un poste de commandement qui était camouflé[58]. En tout, l'armée de l'air russe mène 14 vols et effectue 6 frappes contre des objectifs de l'État islamique. Un centre d'opérations militaires dans la province d'Idleb est détruit[59].
- Entre le 3 et le 4 octobre, la Russie annonce avoir mené des frappes aériennes sur neuf cibles de l'État islamique. Selon le ministère russe de la Défense, des avions Su-34, Su-24M et Su-25 effectuent 25 sorties et détruisent notamment un poste de commandement dans la province de Hama, des dépôts de munitions et un nœud de communication dans celle de Homs, des véhicules blindés dans la province d’Idleb et un "poste de commandement de l'EI" dans la province de Lattaquié[60].
- Au 7 octobre, la Russie a frappé sur 112 cibles depuis de début de l'opération[61].
- Entre le 8 et le 9 octobre, l'armée russe dit avoir bombardé 60 cibles terroristes[62].
- Le 10 octobre, des avions russes frappent dans l'ouest de la Syrie, dans les secteurs de Lattaquié et de Hama. L'OSDH fait parallèlement mention d'une forte explosion dans un immeuble à la périphérie d'al-Bab, fief de l'EI dans le nord de la Syrie, au nord-est de la ville d'Alep[63].
- Le 12 octobre, les avions de guerre russes effectuent une trentaine de frappes aériennes sur Kafr Nabouda, une commune de la province de Hama. Des centaines d'obus s'abattent sur le secteur dont s'emparent l'armée syrienne et ses alliés du Hezbollah libanais. Les combats et les bombardements font des dizaines de morts et de blessés dans les rangs des insurgés[64].
- Entre le 12 et le 13 octobre, l'aviation russe bombarde 86 cibles terroristes en 88 sorties aériennes dans les provinces de Racca, Hama, Idleb, Lattaquié et Alep[65]
- Entre le 13 et le 14 octobre, l'aviation russe bombarde 40 cibles terroristes. Les bombardiers tactiques Su-34 et les avions d'appui au sol Su-24M et Su-25SM réalisent 41 sorties aériennes dans les provinces d'Alep, Idleb, Lattaquié, Hama et Deir ez-Zor[66].
- Le 15 octobre, les avions russes bombardent des positions autour de Talbiseh et de Teïr Malla, cinq kilomètres au nord de Homs dont les forces gouvernementales tiennent la majeure partie[67].
- Le 19 octobre, au moins 45 personnes, dont des civils, meurent dans des raids aériens russes dans le nord de la province de Lattaquié[68]. En trois semaines, 370 personnes en majorité des rebelles meurent dans les raids aériens russes[69].
- Entre le 20 et le 21 octobre, l'armée russe bombarde 83 cibles de groupes « terroristes ». Les avions russes font 46 sorties, et frappent des positions dans les provinces d'Idleb, d'Alep, de Deir Ezzor, de Damas et de Hama. Un atelier de fabrication d'obus et un dépôt d'explosifs du Front al-Nosra sont détruits près d'Alep[70]. Le 21, au moins 13 personnes sont tuées par une frappe aérienne russe qui touche un hôpital de campagne dans la localité de Sarmine, dans le nord-ouest de la Syrie[71].
- Le 20 octobre, les forces russes frappent des positions de l'ASL dans la zone de Djebel Ekrad, dans le gouvernorat de Lattaquié, faisant au moins 10 morts — dont un chef, Besim Zemo — et 17 blessés[72],[73].

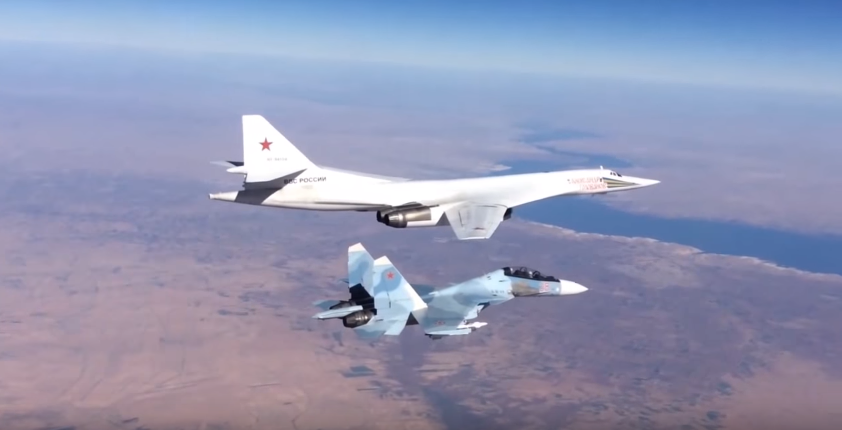
Un Soukhoï Su-30 escortant un Tu-160 durant l'intervention russe en Syrie.

- Le 22 octobre, l'aviation russe cible cinq hôpitaux et centres de soin dans des régions rebelles. Plusieurs civils et membres du personnel médical sont tués[74]. Quelques jours plus tard, MSF déclare qu'au moins 35 Syriens, patients et personnel médical, ont été tués et 72 blessés au cours d'une « récente et significative augmentation » des frappes aériennes[75]. Fin octobre 2015, la Société médicale syro-américaine a accusé la Russie d'avoir frappé cinq hôpitaux et centre de soins dans des régions tenues par les rebelles ; l’OSDH a affirmé qu’un hôpital de campagne dans le nord-ouest de la Syrie a été touché par un raid aérien russe, faisant treize morts ; l’hôpital de Latamné (Hama) a été touché par un missile guidé, une technologie que seule l’armée russe possède[76].
- Le 28 octobre, l'aviation russe aurait frappé pour la première fois dans le gouvernorat de Deraa, dont la plus grande partie est aux mains des rebelles du Front du Sud[75].
- Durant les journées des 31 octobre et 1er novembre, un bilan des frappes aériennes fait état du bombardement de la région de Palmyre. L'aviation russe aurait détruit une position défensive et des batteries anti-aériennes[77].
- Depuis le 17 novembre 2015, l'aviation à long rayon d'action est engagée dans des opérations de bombardements avec missiles de croisière et bombes lisses qui voient le baptême du feu du Tupolev Tu-95 et du Tupolev Tu-160[réf. souhaitée].

- Le 24 novembre, un Su-24 russe est abattu par deux F-16 de l'Armée de l'air turque à la frontière entre la Syrie et la Turquie[78],[79]. Les deux pilotes s'éjectent, mais l'un d'eux est abattu dans les airs, sous son parachute, par des rebelles turkmènes du groupe Alwiya al-Ashar, ou 10e brigade côtière, de l'Armée syrienne libre[80],[81],[82],[79]. Les Russes envoient alors des hélicoptères pour tenter de retrouver les pilotes, mais l'un d'eux est visé par des tirs et un soldat est tué[83]. Le deuxième pilote en revanche, est récupéré en vie par l'armée syrienne[84]. La Turquie affirme que l'avion avait pénétré son espace aérien pendant 17 secondes après avoir été averti dix fois en cinq minutes, la Russie conteste et déclare que l'avion volait au-dessus de la Syrie, à un kilomètre de la frontière. Vladimir Poutine parle alors d'un « coup de poignard dans le dos», porté par « les complices des terroristes »[85]. Le pilote rescapé affirme n'avoir reçu aucune sommation et nie avoir survolé la Turquie[86]. À la suite de cet événement, la Russie décide d'envoyer des S-400 (système de défense antiaérienne) à Lattaquié, ainsi que le croiseur lance-missile Moskva [87],[88]. Sergueï Choïgou, le ministre russe de la Défense, a déclaré que le navire était « prêt à détruire toutes les cibles aériennes présentant une menace potentielle pour notre aviation »[88].
- Le 8 décembre 2015, les premiers tirs de missiles de croisière (de type Kalibr) depuis un sous-marin de la classe Kilo, le Rostov-sur-le-Don, ont lieu[89].
- Le 25 décembre 2015, le lieutenant-général Sergueï Roudskoï, chef du Commandement opérationnel principal de l'état-major de l'armée russe a annoncé que depuis le 30 septembre 2015 l'armée de l'air russe avait effectué 5 240 sorties en Syrie, dont 145 sorties par l'aviation à longue portée[90]. Le 27 décembre 2015, le lieutenant-général Viktor Bondarev, chef d’état-major de l’armée de l’air russe, a déclaré que les pilotes russes n'avaient jamais touché de cible civile en Syrie[91].
- Entre le 1er et le 3 février 2016, l'aviation russe bombarde 875 cibles terroristes en 237 sorties aériennes dans les régions d’Alep (nord-ouest), Lattaquié (nord-ouest), Homs (centre), Hama (centre) et Deir ez-Zor (est), ces deux dernières étant tenues par le groupe État islamique[92].
- Entre le 30 septembre 2015 et le 14 mars 2016 (annonce du retrait de la majeure partie du contingent russe), l'aviation russe a effectué près de 9 000 vols.
- En avril 2016, un hélicoptère Mi-28 s'écrase. Les causes seraient accidentelles[93].
- Le 16 juin 2016, l'aviation russe bombarde des positions de la Nouvelle Armée syrienne au poste-frontière d'al-Tanaf, entre la Syrie et l'Irak. Un poste ciblé par les frappes était occupé la veille par 20 hommes des forces spéciales britanniques. Le 12 juillet, à 80 kilomètres à l'ouest d'al-Tanaf, elle frappe un autre camp de rebelles soutenu par la CIA[94],[95].
- En décembre 2016 l'aviation russe appuie l'armée syrienne et la Division des Fatimides lors de la troisième bataille de Palmyre, mais l'État islamique parvient à reprendre la ville. La Russie revendique la mort de 300 combattants de l'EI et la destruction de 11 chars et 31 véhicules[96].
- Le 25 mars 2017, l'aviation russe bombarde la prison d'Idleb faisant au moins 16 morts ainsi que de nombreux évadés[97]. Entre le 8 et le 9 avril, l'armée russe intensifie ses raids aériens dans la province d'Idleb et largue des bombes incendiaires, tuant au moins 19 personnes[98],[99],[100].
- Le 6 janvier 2018, selon le gouvernement russe, une attaque de treize drones chargés d'explosifs contre la base aérienne de Hmeimim et contre la base de Tartous est repoussée. Moscou accuse alors les États-Unis, qui démentent[101].
- Juin-août 2018 : la Russie appuie les forces loyalistes syriennes lors de l'offensive de Deraa.

## Effets sur le terrain militaire
Le 7 octobre 2015, l’armée syrienne, aidée au sol par le Hezbollah libanais et dans les airs par les bombardements russes, a lancé une vaste offensive dans des secteurs des provinces de Hama et de Lattaquié,.
Après une semaine de bombardements, une analyse de l'ensemble des frappes russes indique que l'objectif serait avant tout de « soutenir les forces syriennes dans les zones où elles sont malmenées, voire réellement en danger ; et affaiblir l’opposition armée pour aider les troupes gouvernementales à regagner du terrain dans d’autres régions », l'EI étant moins concernée que d'autres groupes armés car son territoire se situe, principalement, loin de la « Syrie utile » que sont l'axe Damas-Homs et de la côte méditerranéenne (dont la ville de Lattaquié d'où partent les attaques aériennes russes). Une autre analyse souligne l'existence aussi de l'objectif de limiter les velléités de la coalition internationale contre le régime de Bachar el-Assad.
Le 10 octobre 2015, l'EI a profité des bombardements russes contre les autres groupes opposés au régime syrien pour les déloger du nord d'Alep et se positionner « aux portes d'Alep ».
Le 12 octobre, grâce aux raids aériens russes, les forces gouvernementales annoncent la prise de Kafr Nabouda, ville de la province de Hama. Elles s'emparent de quatre villages du même secteur et de Job al-Ahmar, dans un massif montagneux de la province de Lattaquié.
Le 13 octobre, appuyée par l'aviation russe, l'armée syrienne avance vers Khan Cheikhoun, un fief du Front Al-Nosra dans le sud de la province d’Idleb, afin de le lui reprendre.
Le 15 octobre, grâce à l'aviation russe, l'armée syrienne et des miliciens du Hezbollah libanais lancent une offensive en direction de localités aux mains des rebelles situées au nord de Homs. Le régime d'Assad annonce avoir pris le village d'al-Dar Al-Kabirah, juste au nord de la ville de Homs.
Après deux semaines de bombardements, et un renfort d'environ 2 000 militaires iraniens au sol, les forces fidèles au régime syrien n'ont pas remporté de « succès marquant ». Les pro-Assad se battent sur deux fronts : le premier, qui s’étend sur plus de 100 kilomètres, court du nord d’Hama jusqu’aux contreforts montagneux de la province de Lattaquié, sur la côte, en passant par la plaine du Ghab et le sud d’Idleb, et ils y rencontrent une forte résistance car ces rebelles (l'Armée syrienne libre entre autres) sont bien armés (par les États-Unis, via l'Arabie saoudite) et la population civile y est « dans son immense majorité pro-opposition » ; le second front, moins étendu, se situe à une quinzaine de kilomètres au sud d’Alep, où la rébellion est plus fragile car elle fait face à la fois aux forces du régime et à l'EI.
Après un mois de bombardements russes, le bilan des avancées des forces fidèles au régime syrien est encore modeste, similaire au bilan établi au bout de deux semaines : les rebelles et djihadistes n'appartenant pas à l'EI sont les principales cibles, mais résistent mieux que prévu grâce à un armement renouvelé. « Il y a des tensions entre Damas et Moscou car les Russes comprennent qu’ils ont surestimé les capacités du régime à reprendre le dessus militairement et à nettoyer les poches de résistance »,.
Dans le gouvernorat de Hama, l'offensive loyaliste est un échec au début. Le 5 novembre, la petite ville de Morek tombe entièrement aux mains des djihadistes de Jound al-Aqsa,, et le lendemain Ahrar al-Sham reprend le village d'Atchane. Les rebelles reprennent alors le contrôle de toutes les zones prises en octobre par les loyalistes.
Le 4 novembre, l'armée syrienne et ses alliés reprennent le contrôle de la route d'Alep, lien de communication crucial entre les quartiers gouvernementaux et le centre de la Syrie,.
Le 10 novembre 2015, l'armée syrienne annonce avoir libéré l’aéroport de Koueiris, proche d'Alep, de son encerclement par l'EI. Cette action, lancée fin septembre, s'est faite avec le soutien « des combattants iraniens, des miliciens du Hezbollah libanais et par des frappes aériennes russes ». Cette réussite, la première significative depuis l'engagement de la Russie, permettrait « à l’aviation russe de se déployer dans l’aéroport et d’accroître ainsi sa puissance de feu, notamment dans la région d’Alep ».
Au terme d'un mois et demi de bombardements, la libération de l'aéroport de Koueiris serait le seul résultat tangible obtenu. « Aguerris par quatre ans de combats, certains groupes modérés ont reçu de leurs parrains américain, turc et du Golfe de nouvelles livraisons d’armes, et notamment de missiles antichars téléguidés TOW de fabrication américaine, qui leur auraient permis de détruire 123 chars de l’armée syrienne en octobre, selon le Bureau des forces révolutionnaires en Syrie ». « Les Russes sont aujourd’hui dans la même position que les Américains : leur force aérienne enregistre de bons résultats, mais ils n’ont pas au sol les forces pouvant tirer avantage des frappes », estime Aron Lund, responsable du site Syria in Crisis pour le centre Carnegie.
Le 30 décembre 2015, au cours de violents affrontements, l'armée syrienne soutenue par des raids aériens russes avance dans la ville de Cheikh Meskin au sud de la Syrie, qui avait été prise par les rebelles du Front du Sud depuis décembre 2014 et reprend a l'EI la localité de Mahin à l'est de Homs dans le centre du pays.
Le 12 janvier 2016, grâce à d'intenses bombardements russes, l'armée syrienne appuyée par la milice supplétive des forces de défense nationale et des unités du Hezbollah libanais s'empare de la localité stratégique de Salma, quartier général des rebelles islamistes et du Front al-Nosra, dans la province de Lattaquié au nord-ouest du pays,.
Après trois mois et demi de bombardements russes, les forces du régime syrien reprennent l'initiative face aux insurgés, la prise de Salma (nord-ouest) s’avère être un réel succès pour le régime. Au même moment les forces de Bachar el-Assad tentent d'encercler la ville d'Alep (nord), dont une partie est tenue par l'État syrien, d'avancer dans le sud de Hama et à l'est de Homs (centre) et de mener l'offensive à Cheikh Meskin, près de la frontière jordanienne (sud). « Aujourd'hui, la situation est stabilisée, le gouvernement ne risque plus de chuter, les troupes syriennes avancent, quoique lentement, et les négociations ont commencé – avec des changements dans les positions des participants, qui n'insistent plus sur le départ immédiat d'Assad. C'est la conséquence de l'opération militaire russe », estime Vassily Kachine, expert au Centre d'analyse sur les stratégies à Moscou. Pour M. Soltvedt, expert pour le Moyen-Orient du cabinet de consultants Verisk Maplecroft « les frappes russes continueront à jouer un rôle crucial, mais il est peu probable que l'armée récupère à court terme les gains réalisés par les rebelles en 2015 ».
La Russie a joué un rôle essentiel dans la prise par l’armée syrienne, avec l'appui des troupes de défense populaire, le 24 janvier 2016 de la ville de Rabia, dernière ville majeure tenue par les djihadistes dans la province de Lattaquié. Il est dit que la prise de Rabia avait pour but de couper les routes de ravitaillement des rebelles depuis la Turquie.
Le 3 février 2016, l'armée syrienne a effectué « une importante avancée militaire et stratégique face aux rebelles dans la région d’Alep, dans le nord de la Syrie, où l’armée syrienne a coupé la route d’approvisionnement des rebelles et brisé le siège de deux villes chiites (Nobl et Zahraa) encerclées par les insurgés depuis trois ans », ce qui n'a pu se faire qu'avec l'appui aérien russe (« plus de 320 frappes dans le secteur, selon l’Observatoire syrien des droits de l’Homme (OSDH) »). Cette levée du siège de Nobl et Zahraa marque un tournant dans le nord de la Syrie, permettant aux forces kurdes syriennes (soutenues à la fois par la Russie et les États-Unis) de progresser avec l'appui de l'aviation russe vers Azaz et Tall Rifaat à partir de la région d'Afrin et de couper la route à l'approvisionnement en armes des rebelles, venant de Turquie. La Turquie réplique par des tirs le 13, 14 et 15 février sur la base aérienne de Menagh prise aux rebelles par les Kurdes syriens, le 10 février, alors que la conférence de Munich sur un cessez-le-feu (ne concernant pas les organisations terroristes) vient de se terminer.
Le 20 février, l'armée syrienne et ses alliés, soutenus par l'aviation russe, reprennent aux djihadistes de l'État islamique (EI) le contrôle de dix-huit localités et d'une centrale thermique dans l'est de la province d'Alep, dans le nord de la Syrie, ainsi qu'un axe routier d'environ 40 km reliant l'est d'Alep à la ville de Raqqa, considérée comme la « capitale » de l'État islamique. L'EI se retrouve alors encerclé dans seize autres villages au sud de cet axe. Le 21 février, l'OSDH rapporte qu'en vingt-quatre heures au moins cinquante djihadistes du groupe État islamique ont été tués dans des combats avec l'armée syrienne et par des frappes de l'aviation russe, dans la province d'Alep,.
Le 23 mars 2016, l'armée syrienne, appuyée par l'aviation russe, se trouve à 800 mètres de Palmyre. Les troupes syriennes ont également repris le contrôle du « triangle de Palmyre » (région du sud-ouest reliant la ville à Damas et à Homs).
Le 27 mars 2016, l'armée syrienne, appuyée par l'aviation et les forces spéciales russes, annonce avoir repris le contrôle total de Palmyre.
Le 3 avril 2016, l'armée syrienne et ses alliés reprennent la ville chrétienne d'Al-Qaryatayn[réf. souhaitée].
L'universitaire Fabrice Balanche estime que « sans l’intervention russe, qui a eu une influence décisive, le territoire contrôlé par Damas se serait considérablement restreint et peut-être limité aux zones alaouites. Le régime aurait perdu Alep, Hama, etc. ».
Le 26 avril 2017, le général Sergueï Roudskoï annonce que l'aviation russe a effectué plus de 23 000 vols et environ 77 000 frappes en Syrie depuis le début de l'intervention.

### Résultats généraux
Les résultats de l'intervention ne sont principalement connus que par les dires de la Russie elle-même, qui, dans une vidéo publiée sur internet le 22 août 2018, avance des résultats chiffrés : la maîtrise de son territoire par le gouvernement syrien est passé de 8 % à 96 %, 63 012 militaires russes sont intervenus, dont 434 généraux, l’aviation russe a effectué 39 000 sorties, qui se sont traduites par la mort de « plus de 86 000 rebelles » et la destruction de 121 466 « cibles terroristes », 189 bâtiments navals ont été engagés, 231 types d’armes ou d’équipements de défense y ont été testés, dont des avions, des systèmes sol-air et des missiles de croisière. Cette vidéo peut être comprise comme une opération publicitaire au profit de l'industrie de l'armement russe,.

## Réactions internationales

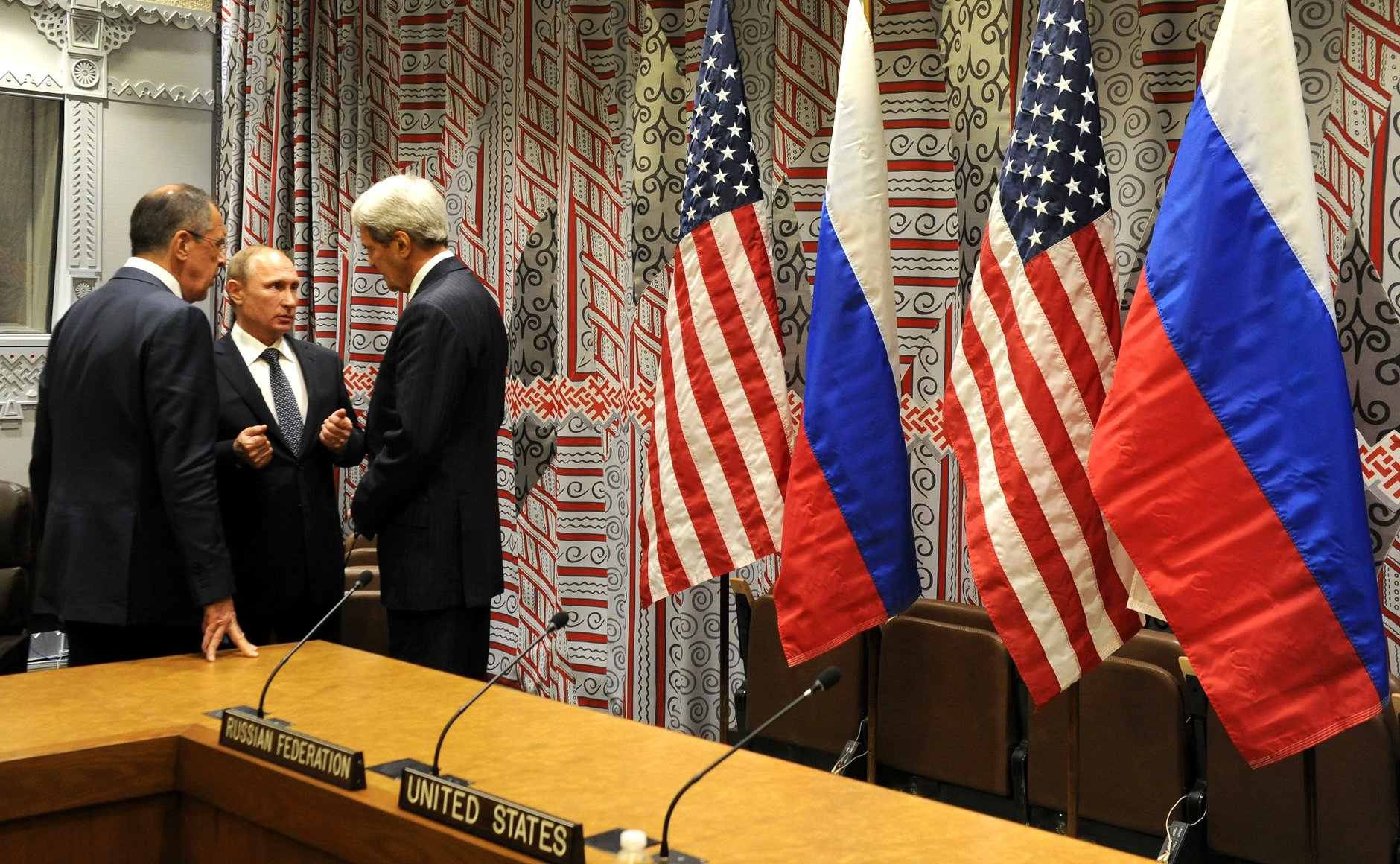
Représentants américains et russes pour discuter de la situation en Syrie, 29 septembre 2015.

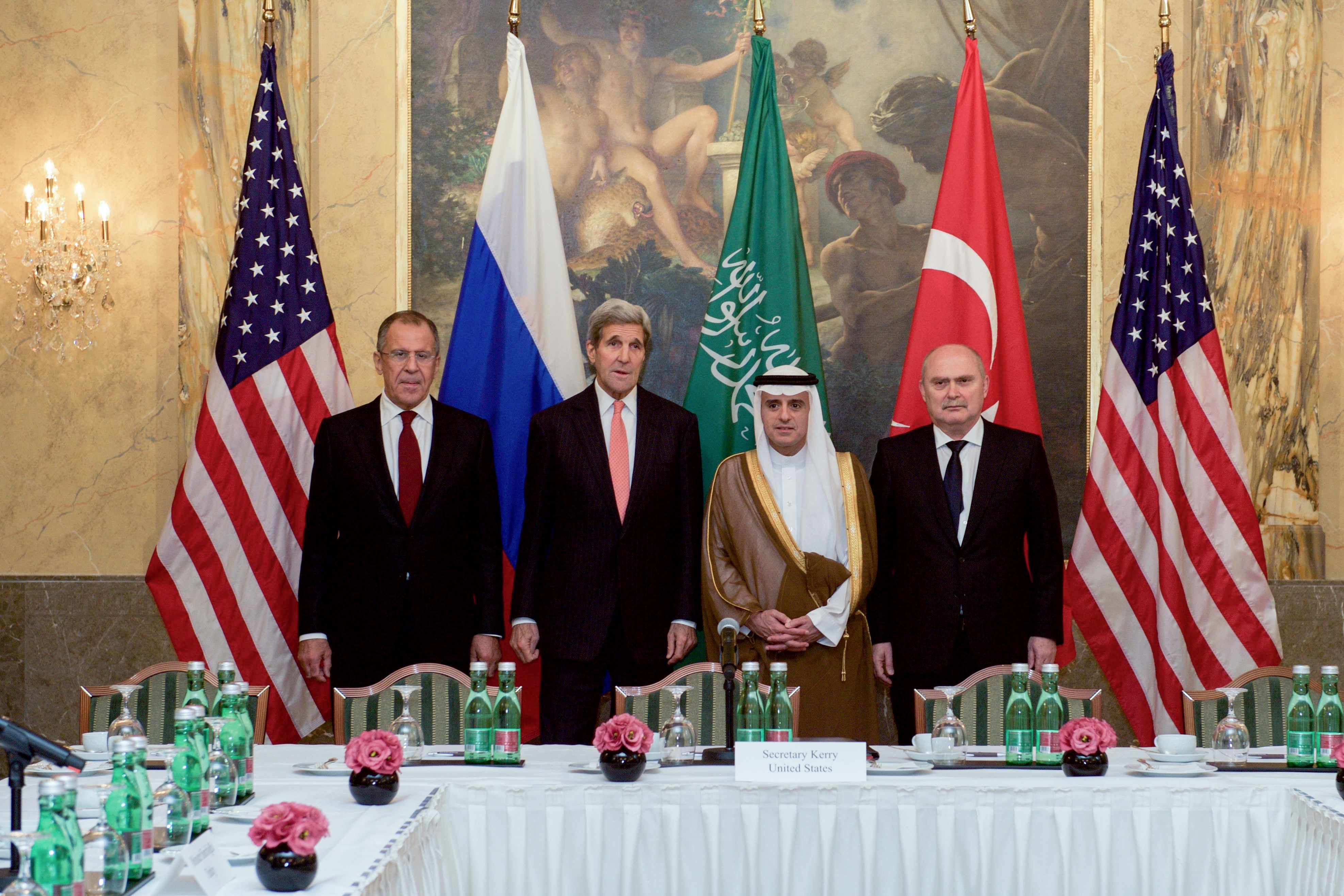
Les ministres des Affaires étrangères russe, américain, saoudien et turc lors d'une réunion le 29 octobre 2015.

Le 2 octobre 2015 : Barack Obama qualifie l'intervention russe de contre-productive puisque centrée principalement sur les opposants modérés au régime syrien, exprimant ainsi l'opinion partagée par les chefs d’États occidentaux dès le début des frappes russes,. Par ailleurs, depuis le 30 septembre 2015, Barack Obama pronostique un « enlisement » de la Russie en Syrie, à l'image de ce qui s'est passé en Afghanistan. Fin septembre, l'Église orthodoxe russe affirme soutenir l'engagement militaire de la Russie, que son porte-parole, Vsevolod Tchapline, qualifie de « guerre sainte ».
Début octobre 2015, Salih Muslim, coprésident du PYD, déclare apprécier l'intervention russe car elle limite les moyens d'intervention de l'armée turque au nord de la Syrie, ce qui les sécurise.
Le 3 octobre 2015 : l'Égypte affirme soutenir l'intervention russe : « L’arrivée de la Russie, compte tenu de son potentiel et de ses capacités, va, nous le pensons, avoir pour effet de contenir et éradiquer le terrorisme en Syrie », déclare Sameh Shoukry le ministre égyptien des affaires étrangères.
Bien que n'étant pas directement engagée dans la guerre civile syrienne, l'OTAN s'en soucie du fait de l'implication de certains de ses membres, en particulier la Turquie dont l'espace aérien aurait été plusieurs fois violé par l'aviation russe les 3 et 4 octobre. Le 8 octobre 2015, le secrétaire général de l’Alliance atlantique, Jens Stoltenberg, évoquant les récentes frappes russes, déclare « Nous assistons à une escalade inquiétante », estimant de plus que « la Russie rend encore plus dangereuse une situation déjà très grave ». Et cette organisation s'est déclarée prête à envoyer des troupes en Turquie en cas de dégradation de la situation, s'estimant « capable et prête » à défendre « tous ses alliés » ; ses membres d'Europe centrale, géographiquement proches de la Russie et encore sous l'effet de la crise ukrainienne de 2013, désirant que l'OTAN désigne sans ambiguïté la Russie comme son ennemi principal – voire unique.
Le 11 octobre 2015, la Coalition de l’opposition syrienne en exil indique qu'elle ne participerait pas aux discussions préliminaires proposées par l’ONU pour préparer des négociations de paix, en raison notamment de l'intervention de la Russie en Syrie (qui « sape les chances d’un règlement politique », dit cette coalition) qui favorise le maintien de Bachar el-Assad à la tête du pouvoir syrien, alors que les accords « Genève I » (de juin 2012) signés par les grandes puissances prévoient la mise en place d’une autorité gouvernementale de transition dotée des pleins pouvoirs, ce qui, aux yeux de l’opposition, implique le départ du président syrien et exclut son maintien, « dans quelque capacité que ce soit, même pour une période transitoire ».
Les 15 et 16 octobre 2015, l'Union européenne organise un sommet des chefs d’États et de gouvernement, où il est discuté de l'intervention russe en Syrie et de ses conséquences. Il semble que les pays européens ont des opinions très variées à ce sujet, seules l'idée que « Irak et Libye sont des exemples à ne pas suivre », et la crainte qu'une prochaine vague « de plus de 7 millions de migrants syriens » se dirige vers l'Europe, paraissent partagées par le plus grand nombre. La France serait la seule à demander le départ de Bachar el-Assad, les autres États se rangeant derrière Staffan de Mistura, l’envoyé spécial des Nations unies pour la Syrie, qui demande à « tous ceux qui exercent une influence, y compris le régime syrien », à en user pour faire cesser les violences. La Grèce et la Hongrie, notamment, ne veulent pas condamner l'intervention russe, l'Italie considère que la Russie peut « faciliter la transition politique », l'Allemagne critique plutôt les bombardements français, le Luxembourg « ne veut pas croire » que l’intervention ne vise qu’à faire durer le régime syrien.
Le 23 octobre, la Russie annonce un accord surprise de « coordination militaire » avec la Jordanie, pourtant membre de la coalition et soutien de la rébellion.
En mars 2016, cette intervention semble être une réussite. Elle a rendu son rang de grande puissance à la Russie, faisant oublier la guerre russo-ukrainienne et les difficultés économiques liées aux sanctions occidentales. Elle permet aussi à Vladimir Poutine d'avoir d'excellents scores dans les sondages.

## Bilan humain

### Pertes des forces russes
Les pertes russes s'élèvent officiellement à 112 morts, ainsi que huit avions, sept hélicoptères et un ou deux blindés perdus, du 30 septembre 2015 au 30 septembre 2018. Néanmoins ce bilan pourrait être sous-évalué. Selon l'agence Reuters, la Russie minimise ses pertes au cours du conflit syrien — elle répertorie notamment 18 morts du 29 janvier au 22 mars 2017, contre seulement cinq tués officiellement annoncés par le gouvernement russe pendant cette période — certains de ces morts appartenaient à l'armée régulière mais la plupart servaient au sein de sociétés militaires privées. Dans une nouvelle enquête l'agence Reuters répertorie encore la mort de 40 Russes — 17 militaires, 21 membres de sociétés militaires privées, et deux au statut inconnu — entre le 1er janvier et le 1er août 2017, contre seulement 10 morts reconnus lors de la même période par le ministère de la Défense russe.
Parmi les pertes officiellement annoncés figurent :
- Le 27 octobre 2015, le ministère de la Défense annonce la mort d'un premier soldat russe, due à un suicide selon la version officielle[148].
- Le 24 novembre 2015, un bombardier Soukhoï Su-24 est abattu par des chasseurs turcs. Un des deux pilotes qui s'éjectent dans les airs est tué par des tirs de rebelles de la 2e division côtière. Lors d'une opération de secours, un hélicoptère Mil Mi-8 est frappé un tir de missile antichar BGM-71 TOW de la 1re division côtière qui cause la mort d'un autre militaire russe[149],[79].
- Le 3 février 2016, le ministère de la défense russe annonce la mort d'un conseiller militaire russe, tué le 1er février par un obus tiré par l'État islamique[150].
- Le même jour, l'Armée syrienne libre revendique également la mort d'un officier russe, tué par un missile TOW à Jebel al-Akrad, dans le gouvernorat de Lattaquié[151].
- Un officier des forces spéciales russes est tué le 24 mars 2016 lors de la deuxième bataille de Palmyre[152]. L'État islamique revendique la mort de cinq soldats russes de plus dans les combats à Palmyre les 16 et 17 mars, tandis que pour l'OSDH au moins un soldat russe est mort dans ces combats[153].
- Le 12 avril 2016, un hélicoptère Mi-28 s'écrase dans la région de Homs, tuant ses deux pilotes[154].
- Un soldat nommé Anton Eryguine, grièvement blessé dans le gouvernorat de Homs le 9 mai, succombe à ses blessures deux jours plus tard[155].
- Le 19 mai 2016, un soldat nommé Asker Bijoïev est tué en Syrie[156].
- Le 15 juin 2016, le soldat Andreï Timochenkov est mortellement blessé par un véhicule piégé dans la région de Homs[157].
- Le 1er août 2016, un hélicoptère Mi-8 est abattu par les rebelles dans le gouvernorat d'Idleb, les deux officiers et trois membres d'équipage présents à bord sont tués[158]. Selon l'OSDH, 85 prisonniers sont libérés le 7 septembre en échange des corps de deux soldats russes tombés aux mains des rebelles[159].
- Le 16 février 2017, un véhicule d'un convoi de militaires russes partis de l'aéroport de Tiyas saute sur un IED sur la route de Homs, quatre soldats russes sont tués et deux blessés[160].
- Le 2 mars 2017, le soldat Artiom Gorbunov est tué près de Palmyre lors d'une tentative de percée de l'État islamique contre les positions loyalistes, le jour de la reprise de la cité par celles-ci[161].
- 9 avril 2017, deux « instructeurs » russes sont tués par des obus de mortier, le lieu de leur mort n'est pas précisé[162].
- Le 12 juillet 2017, l'armée russe annonce la mort d'un officier, le capitaine Nikolaï Afanassov, tué par des tirs de mortier dans le gouvernorat de Hama[163].
- Le 23 septembre 2017, le général Valeri Assapov, placé à la tête du 5e corps des forces armées syriennes, est tué près de Deir ez-Zor par un tir de mortier de l'État islamique[164],[165],[166].
- Le 2 octobre 2017, la Russie annonce le décès d'un colonel, Valéri Fédianine, commandant de la 61e brigade de fusiliers marins indépendante, mortellement blessé le 22 septembre par un engin explosif dans le gouvernorat de Hama, au cours de l'offensive de la Badiya[167],[168].
- Le 10 octobre 2017, un Soukhoï Su-24 s'écrase à la base aérienne de Hmeimim, les deux pilotes sont tués[169].
- Le 31 décembre 2017, un hélicoptère Mi-24 s'écrase accidentellement dans la région de Hama, les deux pilotes sont tués[170].
- Selon le média russe Kommersant, qui s'appuie sur deux sources « militaro-diplomatiques », sept avions sont détruits et dix soldats sont blessés par des tirs rebelles sur la base aérienne de Hmeimim, le 31 décembre 2017. Ce bilan est démenti par le Ministère russe de la Défense, qui reconnaît cependant la mort de deux soldats dans une attaque au mortier contre cette même base, à la même date[171],[172].
- Le 3 février 2018, un avion russe Su-25 est abattu par les rebelles de Hayat Tahrir al-Cham près de Saraqeb ; le pilote trouve la mort après être sauté en parachute[173],[174],[175]. Selon le ministère russe de la Défense, il se serait suicidé avec une grenade pour éviter d'être capturé[176],[177].
- Le 6 mars 2018, un avion de transport Antonov An-26 s'écrase accidentellement sur la base aérienne de Hmeimim, ses 26 passagers et six membres d'équipage sont tués[178].
- Le 3 mai 2018, un Su-30SM s'écrase accidentellement dans la mer Méditerranée, ses deux pilotes sont tués[179].
- Le 7 mai 2018, un hélicoptère russe Ka-55 s'écrase dans l'est de la Syrie et ses deux pilotes sont tués[180].
- Le soir du 17 septembre 2018, plusieurs frappes aériennes sont effectuées par quatre F-16 israéliens contre des cibles militaires syriennes ou iraniennes dans les environs de Lattaquié, Banias et Tartous[181]. Selon l'OSDH, le bilan des frappes est d'au moins deux morts et 10 blessés, dont sept soldats syriens[182]. L'armée syrienne riposte en tirant des missiles S-200 mais abat par erreur un avion de reconnaissance russe Iliouchine Il-20[183]. Les quinze membres d'équipage à bord de l'appareil sont tués par ce tir fratricide[183]. La Russie accuse d'abord la France, avant de faire machine arrière[184]. Elle déclare ensuite tenir Israël comme responsable, indiquant n'avoir été prévenue par Tel-Aviv qu'« une minute avant le début des frappes » et accusant les F-16 israéliens de s'être camouflés dans le signal radar de l'avion de reconnaissance russe, le mettant ainsi délibérément en danger[181],[183]. Le porte-parole de l'armée russe, Igor Konachenkov, déclare alors : « Nous considérons hostiles ces provocations de la part d'Israël et nous nous réservons le droit de répondre de manière adéquate »[183].
- Le 18 août 2020, un général de l'armée russe est tué par un engin explosif improvisé à 15 km de Deir ez-Zor[185].

### Pertes des rebelles et des djihadistes

#### Bilan de la Russie
En mai 2016, la Russie affirme avoir tué 28 000 djihadistes depuis le début de leur intervention — tout en n'attribuant que 5 000 morts aux Américains — une estimation très probablement exagérée.
En octobre 2018, elle affirme avoir éliminé plus de 87 500 rebelles depuis le début de son intervention en septembre 2015

#### Bilan de l'Observatoire syrien des droits de l'homme
Selon l'Observatoire syrien des droits de l'homme (OSDH), au moins 5 051 rebelles et au moins 5 244 djihadistes de l'État islamique sont tués par les frappes aériennes russes entre le 30 septembre 2015 et le 30 mai 2019.

### Pertes civiles syriennes et crimes de guerre

#### Bilan de la Russie
La Russie ne donne aucune information sur les pertes civiles et ne reconnaît aucun mort civil. Cependant, la Russie est accusée de multiples crimes de guerre par différentes ONG et dirigeants, et également par l'ONU, pour des frappes indiscriminées sur des civils, l'utilisation d'armes non conventionnelles sur des zones habitées par des civils, pour des frappes sur des hôpitaux, des centres de secours, sur des marchés notamment,,,,,,. Deux jours après une enquête du New York Times démontrant le ciblage de 4 hôpitaux bombardés par l'aviation russe, Vladimir Poutine signe un décret retirant la Russie du protocole 1 de la convention de Genève de 1949, qui permettait d'enquêter sur les crimes de guerre,,.

#### Bilan du Réseau syrien des droits de l'homme
Selon le Réseau syrien des droits de l'homme, du 30 septembre 2015 au 1er août 2016, les bombardements russes ont tué au moins 2 704 civils, dont 514 femmes et 746 enfants.

#### Bilan du Centre de documentation des violations en Syrie
Le Centre de documentation des violations en Syrie (VDC) a identifié 2 330 civils tués par les forces russes.

#### Bilan de l'Observatoire syrien des droits de l'homme
Selon l'Observatoire syrien des droits de l'homme (OSDH), du 30 septembre 2015 au 30 mai 2019 les frappes aériennes russes tuent au moins 8 102 civils, dont 4 907 hommes, 1 225 femmes et 1 970 enfants.

#### Bilan d'Airwars
Airwars estime entre 4 096 et 6 085 le nombre de civils tués par les frappes aériennes russes de septembre 2015 à septembre 2019, dont 595 à 721 femmes et 1 086 à 1 323 enfants. Airwars fait également état d'un total de 14 212 à 23 062 pertes civiles alléguées, mais qui sont en partie non-confirmées ou venant de sources jugées pas assez fiables. 3 121 victimes sont identifiées.

#### Bilan d'Amnesty International
Le 23 décembre 2015, Amnesty International affirme avoir étudié six frappes russes en Syrie qui ont tué au moins 200 civils et une dizaine de djihadistes à Homs, Idleb et Alep, de septembre à novembre. L'ONG constate l'emploi de bombes incendiaires, des bombes à sous-munitions, et surtout de munitions non guidés, et estime que ces attaques pourraient s'apparenter à des crimes de guerre.

#### Bilan du Centre d’études sur le terrorisme et les insurrections Jane’s
En octobre 2018, le centre Jane's estime que les armées russes et syrienne ont effectué 6 800 bombardements, tuant près 6 260 civils. Seuls 14% ont visé l’Etat islamique, tandis que la grande majorité ont ciblé des villes et des régions où il n’était pas présent.

## Revendication de la mort de chefs djihadistes
Lors de son intervention en Syrie, l'armée russe revendique la mort de plusieurs chefs djihadistes, cependant ces annonces se sont avérées douteuses dans de nombreux cas :
- Le 31 août 2016, le ministère russe de la Défense revendique la mort d'Abou Mohammed al-Adnani, porte-parole et chef militaire de l'État islamique, déjà annoncée par l'agence Amaq et les États-Unis[222],[223].
- Le 16 juin 2017, le ministère russe de la Défense déclare qu'Abou Bakr al-Baghdadi, le « calife » de l'État islamique a probablement été tué par une frappe aérienne fin mai ; la Russie fait cependant machine arrière quelques semaines plus tard et affirme disposer d'« informations contradictoires »[224].
- Le 17 juin 2017, le ministère russe de la Défense annonce avoir tué en Syrie Abdelhamid Abaaoud, dit Abou Oumar al-Belgiki, le planificateur des attentats du 13 novembre 2015 en France, mort le 18 novembre 2015 lors d'une opération policière à Saint-Denis, en France[225].
- Le 4 octobre 2017, l'armée russe affirme avoir blessé Abou Mohammed al-Joulani, le chef de Hayat Tahrir al-Cham[226]. Cette annonce est cependant démentie par le groupe Hayat Tahrir al-Cham[227] et est également qualifiée de « totalement fausse » par l'Observatoire syrien des droits de l'homme (OSDH)[228].
- Le 7 octobre 2017, le ministère russe de la Défense annonce la mort d'Abou Omar al-Chichani, Alaeddine al-Chichani et Salaheddine al-Chichani à Mayadine et Boukamal, dans le gouvernorat de Deir ez-Zor. Cependant la mort d'Abou Omar al-Chichani avait déjà été annoncée en juillet 2016 par l'État islamique, via l'agence Amaq. La mort de Salaheddine al-Chichani est également démentie par l'Observatoire syrien des droits de l'homme (OSDH), qui affirme que ce dernier, ancien chef de Jaych al-Mouhajirine wal-Ansar puis commandant de Jaysh al-Osr, ne fait pas partie de l'État islamique mais est proche de Hayat Tahrir al-Cham, qu'il est présent dans le gouvernorat d'Idleb, et qu'il est toujours en vie[229],[230].

## Interprétations
Dès le départ, la Russie pose la question de la solidité ou non de l'appui de la société syrienne à l'État syrien, question qui est également posée par l'ambassadeur de France en Syrie, Éric Chevalier, avant la fermeture de l'ambassade de France et qui constate l'ampleur des manifestations pro-régime en 2011 et 2012, mais sa voix n'est pas écoutée par le quai d'Orsay qui pose le départ d'Assad comme un « préalable ». Le Kremlin dès 2012 fait savoir - notamment par la voix du responsable du dossier syrien Mikhaïl Bogdanov - qu'il s'oppose à une « somalisation du conflit ».
D'après Cyrille Bret, enseignant à l'Institut d'études politiques de Paris, en intervenant en Syrie, Vladimir Poutine veut surtout « défendre ses clients, ses alliés et ses installations dans la région » : la Syrie est un gros client, absorbant 10 % des exportations russes, et est un allié permettant d'avoir un point d’amarrage pour la flotte militaire russe en mer Méditerranée, le rapprochement avec l'Iran et cette démonstration de force offrent de nouvelles perspectives de ventes d'armes dans la région ; cette intervention permet aussi, à des fins de politique intérieure russe, de flatter l'orgueil national russe.
Selon Christophe Ayad et Isabelle Mandraud, journalistes au quotidien Le Monde, cette intervention est l'occasion pour la Russie de Vladimir Poutine de s'affirmer comme une puissance internationale intervenant de manière volontaire dans les « processus mondiaux », face à l'attitude de Barack Obama qualifiée d'hésitante par ses opposants néo-conservateurs, mais aussi de mettre un coup d'arrêt aux volontés séparatistes dans l'Asie centrale et le Caucase en Russie, ainsi que « maintenir sur un pied de guerre la société russe, mise à mal par une crise économique sérieuse dont les prémices existaient bien avant les sanctions européennes et américaines ».
L'opinion des diplomates occidentaux au départ est que « Daech progresse en Syrie car les frappes russes l’épargnent et parce que les forces syriennes et leurs alliés n’ont pas pour priorité d’arrêter sa progression. 70 % des frappes russes visent des groupes de l’opposition qui ne sont pas [encore] considérés comme terroristes par le Conseil de sécurité. Le régime veut les anéantir pour qu’il ne reste qu’une alternative entre Assad et Daech ».
Selon le directeur de la Fondation pour la recherche stratégique Camille Grand, le retrait des forces russes intervient après que le président Poutine a atteint ses objectifs : « stabiliser le régime de Bachar el-Assad, démontrer la place de la Russie dans la négociation sur l’avenir du Proche-Orient et réaliser une démonstration de force sur les capacités militaires de la Russie ». Camille Grand estime également que : « la Russie apparait comme le vainqueur – au moins temporaire – de la séquence qui s’est achevée avec le cessez-le-feu temporaire et avec l’amorce de son retrait ».
Selon Alain Frachon, journaliste au journal Le Monde, en mars 2016 Russie et États-Unis ont suffisamment d'intérêts en commun pour agir de concert. Et en poussant les puissances locales (Iran, Arabie saoudite) à discuter à Genève, tout en leur faisant la leçon, l'objectif serait d'éviter de renouveler le chaos irakien et que Russie et États-Unis se retrouvent face à face à force de suivre leurs alliés locaux traditionnels dans leurs affrontements.

## Implication russe dans le conflit israélo-iranien
En mai 2018, Sergueï Lavrov a déclaré que seule l’armée syrienne devait être présente à la frontière avec Israël et la Jordanie : la Russie affiche sa volonté de voir les forces iraniennes et du Hezbollah s'éloigner de la frontière avec Israël, pour éviter une confrontation entre l’État hébreu et l’Iran qui menacerait la stabilité du régime de Bachar Al-Assad ; mais aussi obtenir le retrait des troupes américaines stationnées avec des forces rebelles dans la base d’Al-Tanaf, dans le Sud syrien. Des discussions entre les différents protagonistes semblent engagées à cette date.

### Articles
- Myriam Benraad, L’horreur d’un imbroglio inextricable, Libération, 7 octobre 2015.
- Alain Gresh, Les calculs de la Russie à l’heure du cessez-le-feu en Syrie, Orient XXI, 1er mars 2016.
- Adlene Mohammedi, La stratégie russe en Syrie : de la fermeté à la prudence, hestia.hypotheses.org, novembre 2019
- N. Rakhmanov, « Putin's War »(Archive.org • Wikiwix • Archive.is • Google • Que faire ?), 118e.su, 28 octobre 2017 (russe).

### Vidéographie
- [vidéo] SYRIE - Quelles sont les raisons de l’engagement de la Russie ? Explications, France 24, 5 octobre 2015.
- [vidéo] SYRIE - La Russie intensifie ses frappes en soutien à une offensive de l’armée syrienne, France 24, 7 octobre 2015.
- [vidéo] Bombardements très intenses sur la région d’Idlib, lemonde.fr, 13 octobre 2015.
- [vidéo] VIDEO. Syrie : dans les coulisses d'une base russe, Francetv info, 22 octobre 2015.